# Mathias Venier
Mathias Venier (* 31. Mai 1984 in Zams, Tirol) ist ein österreichischer Politiker (FPÖ).

## Leben
Mathias Venier besuchte von 1990 bis 1994 die Volksschule in Zams und im Anschluss daran von 1994 bis 1999 die Unterstufe des Bundesrealgymnasiums in Landeck. 1999 bis 2003 war er Schüler der Handelsschule in Landeck. Danach war Mathias Venier Angestellter im Unternehmen seiner Eltern, die eine Tankstelle führen. 2006 absolvierte er seinen Präsenzdienst beim Bundesheer.
Schon früh engagierte er sich in der Politik. 2001 trat er der FPÖ bei und wurde 2007 – im Alter von erst 23 Jahren – zum Bezirksparteivorsitzenden seiner Partei für den Tiroler Bezirk Landeck gewählt. 2010 wurde Venier für die FPÖ in den Gemeinderat von Zams gewählt, dem er bis 2011 angehörte. Am 18. Oktober 2011 wurde er nach dem Rücktritt des Nationalratsabgeordneten Werner Königshofer als jüngster FPÖ-Abgeordneter der Legislaturperiode zum Nationalrat vereidigt. Ende September 2013 schied er wieder aus.
Mathias Venier lebt in einer Lebensgemeinschaft und ist Vater eines Sohnes.